# Spokane (fiume)
Lo Spokane è un fiume degli Stati Uniti d'America che scorre per 179 km attraverso gli Stati dell'Idaho e di Washington. Affluente del Columbia, attraversa la città di Spokane.

## Geografia
Il fiume ha origine dal versante settentrionale del Lago Coeur d'Alene e scorre inizialmente attraverso la Rathdrum Prairie fino a Post Falls, dove incontra una diga e forma una cascata di circa 15 metri. Proseguendo verso ovest, il fiume attraversa altre cinque dighe, di cui quattro situate nella città di Spokane. Qui il corso d'acqua forma le Spokane Falls. Poco oltre il fiume riceve le acque del Latah Creek, proveniente da sudest, e del Little Spokane River da ovest. Il corso assume un andamento a zigzag seguendo il versante meridionale delle Selkirk Mountains e costeggiando il confine della Spokane Indian Reservation. Qui la diga di Little Falls forma il Long Lake. Il tratto terminale del fiume si getta nel Columbia all'altezza del Lago Roosevelt. L'intero bacino idrografico dello Spokane misura oltre 15.000 km². La portata annuale è di circa 225 m³/s.

## Presenza umana
Gli argini del fiume Spokane sono stati abitati fin dal XVIII secolo dagli indiani Coeur d'Alene e Spokane. Oggi l'insediamento umano più grande è costituito dall'area metropolitana della città di Spokane (circa 425.000 abitanti), seguita da quelle di Coeur d'Alene e Post Falls, nell'Idaho (con una popolazione di circa 200.000 unità). Il fiume costituisce la principale fonte di acqua potabile per le città della zona.

## Inquinamento
Le acque dello Spokane presentano una delle più alte concentrazioni di metallo pesante di tutta la regione, dovuta all'attività del Bunker Hill Mine and Smelting Complex, una grande fonderia situata a Kellogg.
Già nel 1889 la città di Spokane costruì un sistema per il trattamento delle acque reflue, a cui seguì un nuovo impianto nel 1957 e un altro ancora nel 1977.

## Ecosistema

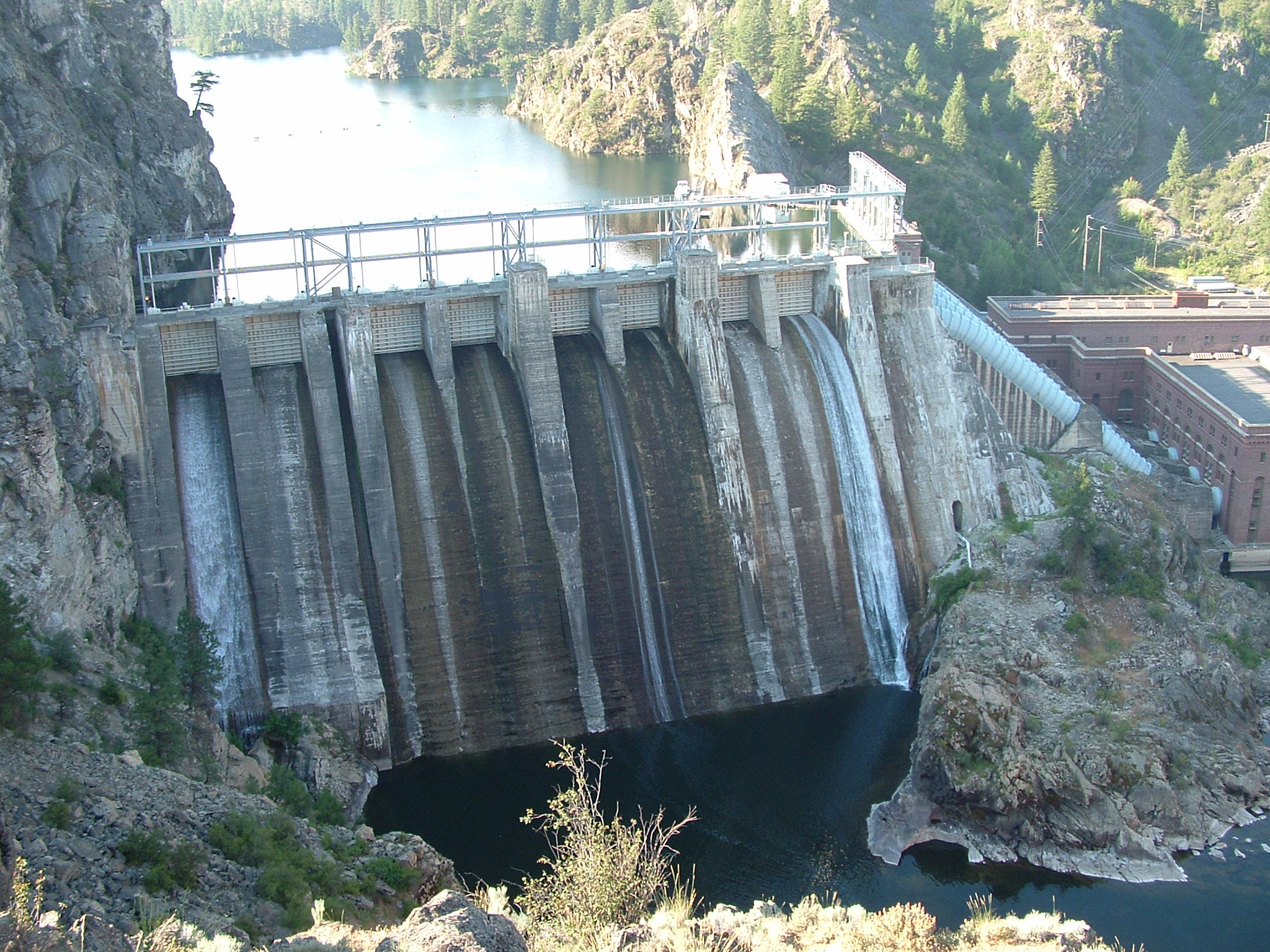
La diga di Long Lake, la cui costruzione ha annientato la locale popolazione di salmoni

Con l'arrivo a Spokane della Northern Pacific Railway nel 1882 ha avuto inizio un'intensa industrializzazione dell'area, che ha richiesto lo sfruttamento dell'energia idraulica del fiume grazie alla costruzione di dighe. La conseguenza più massiccia è stata la drastica riduzione della popolazione di salmoni locali, che ha danneggiato l'attività ittica e provocato le proteste degli abitanti del posto. 
La realizzazione della diga di Long Lake nel 1915 ha definitivamente impedito la risalita della corrente, provocando la scomparsa dei salmoni. Anche la trota iridea, presente in abbondanza nelle acque dello Spokane, ha subito un significativo ridimensionamento a causa delle dighe e dell'inquinamento. Diverse specie risultano inadatte al consumo umano proprio a causa degli agenti chimici presenti nelle acque.